# Sami Al-Arian
Sami Amin Al-Arian (arabisch سامي أمين العريان, DMG Sāmī Amīn al-ʿAryān; geboren am 14. Januar 1958) ist ein in Kuwait geborener politischer Aktivist palästinensischer Herkunft, der als Professor für Technische Informatik an der University of South Florida tätig war. Während der Clinton- und Bush-Regierungen wurde er ins Weiße Haus eingeladen. Er engagierte sich aktiv für die Bush-Präsidentschaftskampagne bei der US-Präsidentschaftswahl im Jahr 2000.
Nach einem kontroversen Interview mit Bill O’Reilly in der Sendung The O’Reilly Factor nach den Anschlägen vom 11. September geriet Al-Arians Tätigkeit an der University of South Florida in den Fokus der Öffentlichkeit.
Im Februar 2003 wurde er nach dem Patriot Act in 17 Punkten angeklagt. Eine Jury sprach ihn in 8 Anklagepunkten frei, konnte sich jedoch bei den restlichen 9 Punkten nicht einigen. Später schloss er einen Vergleich und gab in einem der verbleibenden Punkte ein Schuldeingeständnis ab, im Austausch dafür, dass er bis April 2007 freigelassen und abgeschoben wurde. Als jedoch das Datum seiner Freilassung näher rückte, forderte ein Bundesstaatsanwalt in Virginia, dass er vor einer Grand Jury in einem separaten Fall aussagen sollte. Dies verweigerte er mit der Begründung, dies würde gegen seine Vereinbarung verstoßen. Von 2008 bis 2014 stand er in Nord-Virginia unter Hausarrest, bis Bundesstaatsanwälte 2014 einen Antrag stellten, die Anklagen gegen ihn fallenzulassen.
Al-Arians Aktivitäten und Verbindungen wurden zu einem Faktor in mehreren politischen Kampagnen, darunter die Senatswahl in Florida 2004 und die Senatswahl in Kalifornien 2010.
Am 4. Februar 2015 wurde er in die Türkei abgeschoben.

## Frühes Leben und Ausbildung

### Kuwait und Ägypten
Al-Arian wurde am 14. Januar 1958 in Kuwait geboren. Seine Eltern, Amin und Laila Al-Arian, waren palästinensische Flüchtlinge, die nach der Gründung Israels im Jahr 1948 das Land verließen. Nach dem Palästinakrieg von 1948 musste Amin die Seifenfabrik der Familie in Jaffa zurücklassen und in die Flüchtlingslager des Gazastreifens fliehen. Die Familie von Amin zog 1957 nach Kuwait, wo Sami Al-Arian geboren wurde. Nach kuwaitischem Recht hatten seine Eltern einen legalen Aufenthaltsstatus, jedoch war er nicht berechtigt, die Staatsbürgerschaft zu erhalten. 1966 verließ seine Familie Kuwait und zog zurück nach Ägypten. Dort absolvierte er seine Grund- und Sekundarschulbildung in Kairo, Ägypten. 1975 verließ er Ägypten und kehrte 1979 für einen Besuch zurück, als er Nahla Al-Najjar heiratete.

### Vereinigte Staaten
Unterstützt von seinem Vater ging Sami Al-Arian in die USA, um dort zu studieren. 1975 kam Al-Arian in die Vereinigten Staaten, um Ingenieurwesen an der Southern Illinois University zu studieren. 1978 schloss er sein Studium mit einem Schwerpunkt in Elektrowissenschaften und Systemtechnik ab. An der North Carolina State University erwarb er 1980 seinen Master-Abschluss und 1985 seinen Doktortitel.  Er arbeitete mit Professor Dharma P. Agrawal an physikalischen Fehlern und Fehlermodellen von CMOS-Schaltkreisen.

## Unbefristet an der University of South Florida
Er zog nach Temple Terrace, nachdem er am 22. Januar 1986 als Assistenzprofessor eingestellt wurde, um Computertechnik an der University of South Florida (USF) zu unterrichten. Im März 1989 erhielt er den Status eines permanenten Aufenthaltsberechtigten in den Vereinigten Staaten. Er wurde vom Assistenzprofessor zum außerordentlichen Professor mit unbefristeter Anstellung befördert. Er erhielt zahlreiche Auszeichnungen für seine Lehrtätigkeit, darunter den Jerome Krivanek Distinguished Teacher Award im Jahr 1993 und eine Gehaltserhöhung auf Basis von Leistungsnoten durch das Teaching Incentive Program im Jahr 1994.

## Aktivismus

### Gemeinschaftliches Engagement und WISE
Er war stark in die lokale Gemeinschaft eingebunden. Er diente als Imam einer örtlichen Moschee und als Gründungsmitglied der örtlichen religiösen Schule. Im Jahr 1992 moderierte er eine lokale Kabelzugangssendung – Friede sei mit euch.
Al-Arian kritisierte den von Jassir Arafat, dem Präsidenten der Palästinensischen Autonomiebehörde, geleiteten Friedensprozess und setzte sich während der 1980er und frühen 1990er Jahre für die Unterstützung der palästinensischen Aufstände gegen die israelische Besatzung ein. Am 20. Oktober 1988 gründete Al-Arian das Islamic Concern Project, das ein Komitee zur Sammlung von Spenden für Palästina einschloss. In den Jahren 1990–91 führte sein fortgesetztes Engagement für den Dialog zwischen dem Westen und dem Nahen Osten zur Gründung der World and Islam Studies Enterprise (WISE), die als Denkfabrik für die Förderung politischer Initiativen diente. WISE und die University of South Florida vereinbarten am 11. März 1992 eine formelle Zusammenarbeit. WISE veröffentlichte Fachzeitschriften, unterstützte die Ausbildung von Graduierten und organisierte Seminare zwischen amerikanischen und nahöstlichen Wissenschaftlern.

### Emerson-Film und Untersuchung
Steve Emerson veröffentlichte im November 1994 einen Film, der WISE als terroristische Tarnorganisation beschuldigte, was Al-Arian vehement bestritt. Im Mai 1995 erweiterte Michael Fechter von der Tampa Tribune die Vorwürfe aus Emersons Film. Sami Al-Arians Tochter, Laila Al-Arian, kritisierte Emerson und die Tribune scharf, weil sie Fotos ihres Hauses, ihrer Schule und ihres Familienautos veröffentlichten. Im November 1995 durchsuchten Bundesbeamte, die wegen „Verstößen gegen Meineid- und Einwanderungsgesetze“ ermittelten, sechs Stunden lang Sami Al-Arians Haus, um Bankunterlagen bis zurück ins Jahr 1986, Flugtickets, Telefonrechnungen, AAA-Reisekarten, Familienvideos, Audiokassetten und Computerdisks zu beschlagnahmen. Eine dreimonatige unabhängige Untersuchung wurde von dem prominenten Anwalt aus Tampa und ehemaligen USF-Präsidenten William Reece Smith geleitet, bei der Hunderte von Dokumenten geprüft und 59 Interviews geführt wurden. Der Untersuchungsbericht, der im Mai 1996 veröffentlicht wurde, stellte fest, dass es „keine Beweise“ für die Behauptung gab, dass Al-Arian oder WISE den Terrorismus unterstützten. Der Bericht kam außerdem zu dem Schluss, dass die Verantwortlichen der University of South Florida korrekt gehandelt hatten, indem sie mit WISE zusammenarbeiteten. Der 99-seitige Bericht wurde von USF-Präsidentin Betty Castor für seine „umfassende, durchdachte und detaillierte Analyse“ gelobt. Im Juni 1996 erklärte auch Charles Reed, Kanzler der Universitäten Floridas, dass ihre Untersuchung keine Verbindungen zwischen WISE und terroristischen Organisationen gefunden habe.

### Staatsbürgerschaft
Er beantragte im Januar 1994 die US-Staatsbürgerschaft. Obwohl ihm im September 1994 mitgeteilt wurde, dass er alle Voraussetzungen für den Erhalt der Staatsbürgerschaft erfüllt habe, wurde ihm diese weder gewährt noch verweigert. Nach Bundesgesetz ist eine Benachrichtigung innerhalb von 120 Tagen nach der Staatsbürgerschaftsprüfung erforderlich. Im Oktober 1995 reichte er Klage ein, damit ein Richter ihm die Staatsbürgerschaft direkt zuspricht. Sein Antrag auf Staatsbürgerschaft wurde im März 1996 abgelehnt, da ihm vorgeworfen wurde, unrechtmäßig an einer Kommunalwahl im Hillsborough County im Jahr 1994 teilgenommen zu haben.

### Politisches Engagement
Al-Arian war Mitbegründer der Tampa Bay Coalition for Peace and Justice, die sich mit der Verwendung geheimer Beweise und anderen Bürgerrechtsfragen im Antiterrorism and Effective Death Penalty Act von 1996 sowie dem Illegal Immigration Reform and Immigrant Responsibility Act von 1996 befasste. Im Jahr 2000 gründete und leitete Al-Arian die National Coalition to Protect Political Freedom. Newsweek bezeichnete ihn als führenden Bürgerrechtsaktivisten für seine Bemühungen, den Einsatz geheimer Beweise in Gerichtsverfahren abzuschaffen.
Al-Arian besuchte das Weiße Haus viermal zwischen 1997 und 2001.
Al-Arian hatte sich gegen den Irakkrieg ausgesprochen und auf einer Kundgebung gegen den Krieg gesprochen. Er äußerte sich zudem kritisch gegenüber dem Neokonservatismus und der zionistischen Bewegung.

## Anklage

### Anklage
Nach einer der längsten und umstrittensten Terrorismusuntersuchungen des Justizministeriums erhoben Bundesstaatsanwälte am 21. Februar 2003 eine Anklage gegen Al-Arian wegen Racketeering im Zusammenhang mit der Palästinensischen Islamischen Dschihad (PIJ). Al-Arian wurde zusammen mit den Mitangeklagten Ghassan Ballut, Hatim Fariz und Sameeh Hammoudeh angeklagt. Generalstaatsanwalt John Ashcroft lobte die erheblich erweiterten Befugnisse des Patriot Act als grundlegend für die Anklage. Arabisch-amerikanische Gruppen verurteilten die Anklage als Verfolgung von Al-Arian aufgrund seines Einsatzes für palästinensische Anliegen. Lokale Gemeinschaftsaktivisten, Irakkriegsgegner und muslimische Amerikaner organisierten in den Wochen nach der Anklage regelmäßig Demonstrationen zu Al-Arians Fall. Al-Arian bezeichnete seine Verhaftung als Folge der Hysterie nach dem 11. September bei einer öffentlichen Erklärung vor einer Gerichtsgebäude-Rallye von Unterstützern.
Nach der Anklage gegen Al-Arian wurde er zu einem wichtigen Thema in der US-Senatswahl 2004 in Florida. Die ehemalige USF-Präsidentin Castor, die für den Senat kandidierte, wurde in den Vorwahlen der Demokraten von ihrem Gegner, dem Kongressabgeordneten Peter R. Deutsch, und einer unterstützenden 527-Gruppe sowie in der allgemeinen Wahl von ihrem Gegner, dem ehemaligen HUD-Sekretär Mel Martinez, attackiert, weil sie Al-Arian weder verurteilt noch entlassen hatte.

### Prozess
Al-Arians fünfmonatiger, 13 Tage dauernder Prozess begann mit intensiver Aufmerksamkeit von nationalen Medien. Der Fall der Anklage basierte größtenteils auf Abhörprotokollen des FBI und Faxübertragungen, die zwischen 1994 und der Verhaftung von Al-Arian im Jahr 2003 gesammelt wurden. Die Überwachung umfasste etwa 20.000 Stunden Dialog aus 472.000 abgehörten Telefongesprächen auf 18 abgehörten Leitungen, die von 1994 bis 2003 gesammelt wurden. Während solche Abhörprotokolle, die vom Nachrichtendienst des FBI aufgenommen werden, normalerweise vor den Bundeskriminalermittlern geheim gehalten werden, erlauben Bestimmungen im Patriot Act und dem Foreign Intelligence Surveillance Act ihre Nutzung in bestimmten Prozessen, die mit Terrorismus zu tun haben. Am Ende des Falls der Anklage entschieden sich Al-Arians Anwälte, keine Zeugen zu seiner Verteidigung vorzulegen und verzichteten darauf, eine Verteidigung anzubieten, in der Hoffnung, die Beweislast klar auf die Schultern der Regierung zu legen. Der Prozess endete im November 2005. Nach 13 Tagen Beratung sprach die Jury Al-Arian im Dezember in 8 von 17 Anklagepunkten frei und blieb bei den verbleibenden neun Punkten unbeirrt. Zwei Mitangeklagte wurden von allen Anklagen freigesprochen, und ein weiterer Mitangeklagter wurde ebenfalls von der Mehrheit seiner Anklagen freigesprochen. Das Urteil wurde als großes Missgeschick für die Regierung und die Anklage sowie für den Patriot Act angesehen.
Im Prozess beschuldigte die Anklage Al-Arian, der Palästinensischen Islamischen Dschihad (PIJ) zu helfen, die die Clinton-Administration 1995 per Exekutivbefehl als „besonders designierte Terrororganisation“ erklärte. Der Exekutivbefehl verbot „Beiträge, Gelder, Waren oder Dienstleistungen“ zugunsten der PIJ zu leisten oder zu empfangen. Die Staatsanwälte präsentierten auch mehrere Transkripte von Telefonaten, aber keines davon betraf eine Diskussion über einen Angriff auf die USA oder zeigte Kenntnis von Angriffen im Nahen Osten im Voraus.
Im April 2005 verabschiedete die Fakultätsgewerkschaft United Faculty of Florida Resolutionen, um einen Vertreter zu Al-Arians Prozess zu senden und Unterstützung für Al-Arians verfassungsmäßiges Recht auf ein faires Verfahren und eine faire Behandlung von Gefangenen auszudrücken.

### Urteilsverkündung
Richter Moody verurteilte al-Arian am 1. Mai 2006 zu einer Höchststrafe von 57 Monaten Gefängnis und drei Jahren überwachten Freigangs, wobei ihm die bereits verbüßte Haftzeit angerechnet wurde. Die Staatsanwaltschaft erklärte, al-Arian würde die verbleibenden 19 Monate absitzen und anschließend abgeschoben werden. In seinem Urteil kritisierte Moody al-Arian scharf. Al-Arian trat in einen 62-tägigen Hungerstreik, um gegen das Urteil zu protestieren.
Amnesty International forderte seine sofortige Freilassung und eine Untersuchung seiner Behandlung im Gefängnis. Die Organisation bezeichnete die Bedingungen seiner Untersuchungshaft als „übermäßig strafend“ und „nicht im Einklang mit internationalen Standards für eine humane Behandlung“. In einem Brief an Ashcroft im Jahr 2007 erklärte die Menschenrechtsorganisation, dass der „inakzeptabel harte und strafende“ Missbrauch durch Gefängniswärter „zumindest teilweise auf seinen politischen Hintergrund zurückzuführen“ sei.

## Zivil- und Strafverfolgung wegen Missachtung des Gerichts; 2006–heute
Al-Arian wurde zwischen 2006 und 2008 dreimal vorgeladen, um in terrorbezogenen Ermittlungen vor Bundesgeschworenengerichten in Virginia auszusagen. Jedes Mal verweigerte er die Aussage. Er focht die erste Vorladung vor vier verschiedenen Bundesgerichten an, die alle entschieden, dass er zur Aussage verpflichtet war. Wegen Missachtung des Gerichts wurde er für 13 Monate wegen zivilrechtlicher Missachtung inhaftiert, da er der ersten Vorladung nicht nachkam.

### Vorladungen durch die Grand Jury, Aussageverweigerung, zivilrechtliche Missachtung und Hungerstreiks
Im Mai 2006 erließ das US-Bezirksgericht für den östlichen Bezirk von Virginia eine Subpoena an Al-Arian, vor einer Bundesjury in Alexandria, Virginia, auszusagen. Es ging um Ermittlungen zur angeblichen Finanzierung von Terrorismus durch das in Herndon, Virginia, ansässige International Institute of Islamic Thought (IIIT). Die Subpoena wurde Al-Arian im Oktober 2006 zugestellt. Er versuchte, sie mit der Begründung aufzuheben, dass seine Vergleichsvereinbarung verhindere, dass er gezwungen werde, vor der Grand Jury in Virginia auszusagen. Er behauptete, die Regierung habe zugestimmt, dass er in keiner Weise mit ihr kooperieren müsse, obwohl diese spezifische Vereinbarung nicht in der schriftlichen Vergleichsvereinbarung festgehalten sei. In einer mündlichen Vereinbarung, die laut ihm in Gerichtsprotokollen auftauche, hätten Bundesanwälte zugestimmt, dass er nicht in Virginia aussagen müsse. Zweitens erklärte Al-Arian, er habe die Aussage verweigert, weil er glaubte, sein Leben sei in Gefahr, wenn er aussagen würde. Drittens behauptete er, keine Informationen zu haben, die die Ermittlungen voranbringen könnten. Viertens gab Al-Arian an, er würde nicht aussagen, da er der Meinung sei, dass IIIT zu Unrecht angeklagt werde. Als er am 19. Oktober vor die Grand Jury geladen wurde, verweigerte Al-Arian die Beantwortung von Fragen zu IIIT.
Ein Bezirksgericht in Virginia entschied, dass er keine rechtliche Grundlage hatte, die Aussage zu verweigern. Das Gericht erklärte ihn wegen Missachtung des Gerichts für zivilrechtlich verwerflich und nahm ihn am 16. November 2006 wegen Missachtung des Gerichts in Haft. Die für zivilrechtliche Missachtung verbüßten Tage wurden nicht auf die verbleibenden Hafttage seiner Verurteilung wegen einer Verschwörungsanklage angerechnet. Er legte gegen die Entscheidung des Bezirksgerichts in Virginia beim Berufungsgericht des vierten Bezirks Berufung ein, das das Urteil des unteren Gerichts bestätigte. Dreizehn Monate später, am 14. Dezember 2007, hob das Bezirksgericht in Virginia seine Missachtungsanordnung auf, wodurch die verbleibenden Hafttage seiner Verschwörungsstrafe wieder gezählt wurden. Ein Bezirksgericht in Florida entschied ebenfalls, dass die Vereinbarung über das Schuldbekenntnis nicht mehrdeutig sei und die Regierung nicht daran hindere, eine Vorladung auszustellen, die ihn verpflichtete, vor einer Grand Jury auszusagen.
Al-Arian, der Diabetiker ist, begann am 22. Januar 2007 einen 60-tägigen Hungerstreik, um gegen die „anhaltende Belästigung durch die Regierung“ zu protestieren. Bis zum 20. März 2007 hatte der 1,80 Meter große Al-Arian von 92 auf 68 Kilogramm abgenommen. Al-Arian legte gegen die Entscheidung des Bezirksgerichts in Florida beim Berufungsgericht des elften Bezirks Berufung ein, das am 25. Januar 2008 das Urteil des unteren Gerichts bestätigte. Es stellte fest, dass die Vereinbarung über das Schuldbekenntnis keine Angaben darüber enthielt, ob Al-Arian in Zukunft gezwungen werden könnte, vor einer Grand Jury auszusagen. Es wurde zudem festgestellt, dass die Vereinbarung alle Zusagen und Abmachungen zwischen Al-Arian und der Regierung widerspiegelte und dass dies mit Al-Arians Aussage übereinstimmte, als er vom Prozessrichter befragt wurde, dass es keine anderen Zusagen oder Anreize gegeben habe, außer den in der schriftlichen Vereinbarung enthaltenen.
Das Gericht stellte weiterhin fest, dass die Vereinbarung über das Schuldbekenntnis nur die Frage der Strafverfolgung Al-Arians für der Regierung zu diesem Zeitpunkt bekannte Straftaten behandelte, ihn jedoch nicht vor zukünftigen Vorladungen schützte. Das Gericht befand daher, dass die Vereinbarung klar und unmissverständlich sei und Al-Arian keine Immunität vor einer Vorladung der Grand Jury gewährte.  Das Justizministerium stellte später in diesem Monat seine dritte Vorladung aus.
Im März 2008 begann er einen weiteren Hungerstreik, um gegen seine Vorladung zu protestieren. Zwei Monate später beendete er den Hungerstreik. Ein Bericht von NPR aus dem Jahr 2011 behauptete, dass einige der mit diesem Fall verbundenen Personen in einer stark restriktiven Kommunikationsverwaltungseinheit inhaftiert wurden.

### Strafverfahren wegen Missachtung des Gerichts; Hausarrest; Abschiebung
Am 26. Juni 2008 wurde er von einer Grand Jury im Eastern District of Virginia wegen zweier Anklagepunkte wegen strafrechtlicher Missachtung angeklagt, da er am 16. Oktober 2007 und am 20. März 2008 unrechtmäßig und willentlich gerichtliche Anordnungen missachtet hatte, als er sich weigerte, als Zeuge vor einer Grand Jury auszusagen. Am 2. September 2008 wurde er aus der Haft entlassen und unter Hausarrest in der Wohnung seiner Tochter Laila in Nord-Virginia gestellt, wo er elektronisch überwacht wurde, während er auf seinen Prozess wegen strafrechtlicher Missachtung wartete.
Bei einer Anhörung im Januar 2009 zur Terminierung seines Prozesses reichten seine Anwälte Dokumente ein, in denen sie erklärten, dass Al-Arian „kooperiert und Fragen zu IIIT beantwortet“ habe, um den Bundesstaatsanwälten zu helfen. Die Anwälte behaupteten, dass die Staatsanwälte in Virginia „letztlich nicht an IIIT interessiert sind, sondern den Prozess in Tampa erneut aufrollen wollen.“ In einem am 4. März 2009 eingereichten Antrag räumten Staatsanwälte in Virginia ein, dass die Staatsanwälte in Tampa bei Abschluss der Vereinbarung über das Schuldbekenntnis Anfang 2006 davon ausgingen, dass Al-Arian von Aussagen in anderen Fällen befreit sei. Dies bestätigt eidesstattliche Erklärungen, die von Al-Arians Prozessanwälten in Florida, Bill Moffitt und Linda Moreno, vor Gericht eingereicht wurden.
Am 9. März 2010 verschob Richterin Leonie Brinkema den Prozess wegen strafrechtlicher Missachtung, da ein Antrag der Verteidiger auf Abweisung der Anklage anhängig war. Während Al-Arian nach Bundesrecht nicht länger als 18 Monate wegen zivilrechtlicher Missachtung inhaftiert werden konnte, gibt es für strafrechtliche Missachtung keine zeitliche Begrenzung. Am 27. Juni 2014 beantragte der stellvertretende US-Staatsanwalt Gordon D. Kromberg die Abweisung der Anklage, da sich der Fall zu lange hingezogen hatte. Stattdessen wurde beschlossen, das Verfahren einzustellen und die Abschiebung von Al-Arian einzuleiten.
Am 4. Februar 2015 wurde Al-Arian aus den Vereinigten Staaten in die Türkei abgeschoben. Er wurde mit einem Linienflug vom Dulles International Airport von Herndon, Virginia in die Türkei geflogen. In einer Erklärung seines ehemaligen Anwalts Jonathan Turley sagte Al-Arian unter anderem: „Nach 40 Jahren ist meine Zeit in den USA zu Ende.“ Er fügte hinzu: „Aber trotz der langen und beschwerlichen Tortur und der Strapazen, die meine Familie erleiden musste, verlasse ich dieses Land ohne Bitterkeit oder Groll im Herzen. Tatsächlich bin ich sehr dankbar für die Möglichkeiten und Erfahrungen, die mir und meiner Familie in diesem Land geboten wurden, und für die Freundschaften, die wir über die Jahrzehnte gepflegt haben. Dies sind lebenslange Verbindungen, die durch die Entfernung niemals beeinträchtigt werden können.“
Im Jahr 2017 gründete Al-Arian das Center for Islam and Global Affairs (CIGA) an der Istanbul Sabahattin Zaim Universität (IZU) in Istanbul, Türkei, das er leitet.

## Privatleben
Er ist mit Nahla Al-Najjar verheiratet, und sie haben fünf Kinder. Nahla wurde 1960 geboren. Sein Sohn Abdullah Al-Arian war 2001 Praktikant beim US-Abgeordneten David E. Bonior. Al-Arians älteste Tochter, Laila Al-Arian, arbeitet als Produzentin für Al Jazeera English in Washington, D.C., und ist freie Journalistin sowie Beitragsautorin für Huffpost und The Nation.